# Pretuziano delle Colline Teramane
Pretuziano delle Colline Teramane D.O.P. è un olio di oliva a Denominazione di origine protetta, prodotto in Provincia di Teramo, nella Regione Abruzzo, citato da Catone nel suo “De re rustica”.
Eccellenza della terra d’Abruzzo, l’olio extravergine di oliva Pretuziano delle Colline Teramane si ottiene dalle olive delle varietà Leccino, Frantoio e Dritta congiuntamente fino al 75%. Il restante 25% è rappresentato da varietà locali minori, tra le quali il Tortiglione, la Carboncella e la Castiglionese sono quelle maggiormente diffuse.
L’olio extravergine di oliva Pretuziano delle Colline Teramane DOP presenta caratteristiche distintive profondamente legate al territorio da cui proviene e alle sue componenti geografiche. La presenza dell’Adriatico da un lato e il Gran Sasso dall’altro sono elementi che caratterizzano in modo particolare il clima, determinando una forte escursione termica tra i diversi periodi dell’anno, mentre le colline sulle quali sorgono gli oliveti sono ricchissime di corsi d’acqua che scorrono verso il mare, influendo in maniera inequivocabile sulle peculiarità dell’olio.
La zona viene definita nelle fonti letterarie latine come “ager Pretutianus” dal nome di uno dei popoli italici, i Pretuzi, che all’inizio del III secolo a.C. subirono il dominio di Roma, riuscendo però a preservare la propria entità culturale. Da allora fino ai giorni nostri il termine “pretuziano” viene quindi usato per indicare quest’area (corrispondente alla provincia di Teramo) e i suoi prodotti, come i vini pretuziani citati da Plinio nella sua “Naturalis historia”. Similmente l’olio pretuziano, portato al proprio seguito dai pastori nei loro lunghi viaggi da e per il Tirreno, attraverso la Salaria, la famosa via del sale.

## Disciplinare di produzione
Vedi qui il Disciplinare di produzione.